# Kingiodendron
Kingiodendron là một chi thực vật có hoa trong họ Đậu.